# Tarantela

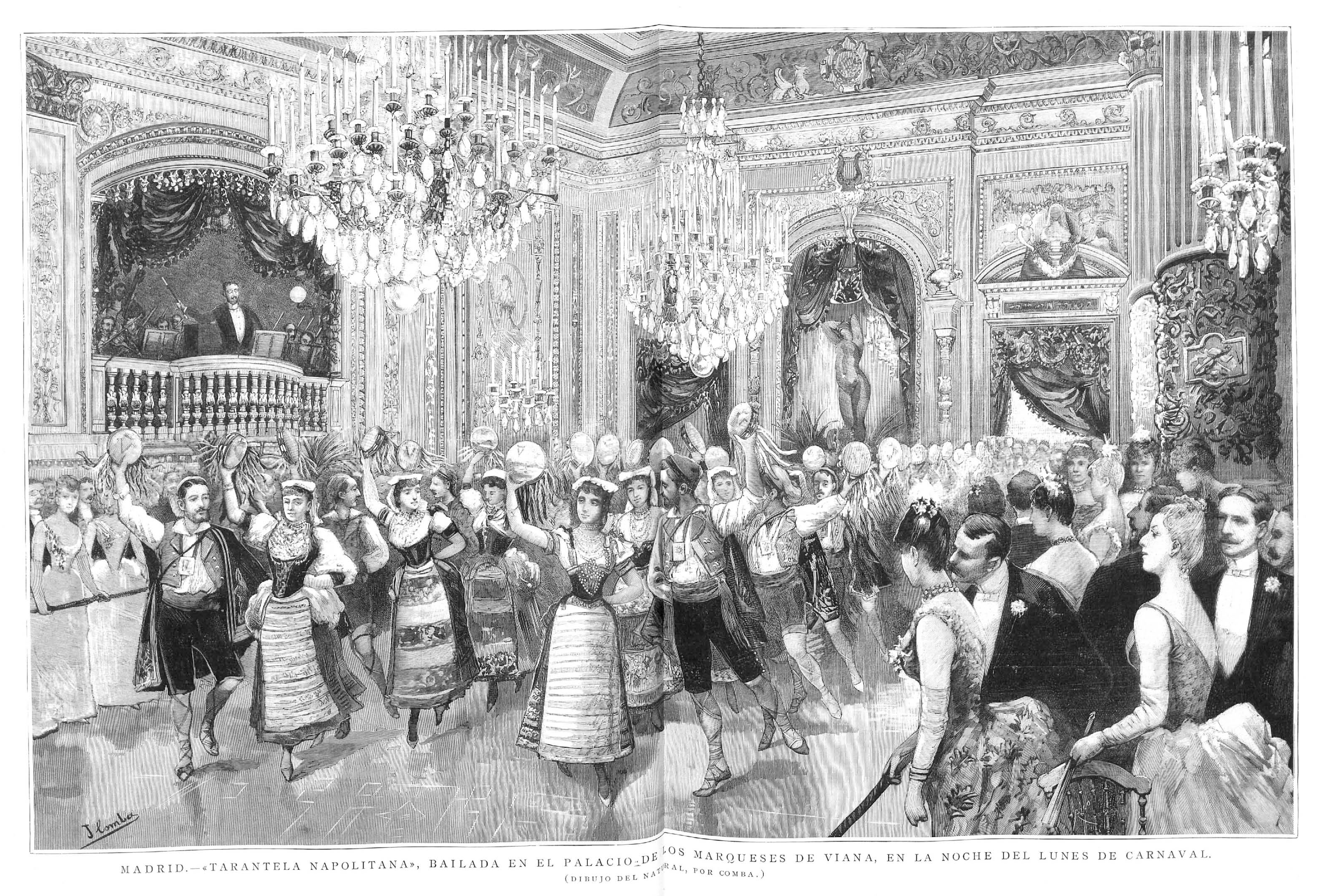
Tarantella napolitana en el palacio de los Marqueses de Viana en Madrid (1887)

La tarantela (en italiano: tarantella) es un baile popular del sur de Italia, de las regiones italianas de Calabria, Campania y Pulla. Es un baile que tiene un movimiento muy vivo, acompañado de canto. Lo más probable es que su nombre se derive de la ciudad de Tarento, en Pulla. Es más, durante la Edad Media, en algunas partes del sur de Italia se creía que bailar el solo de la tarantela, imitando el acto de espantar a la misma, curaba un tipo de locura supuestamente producida por la picadura de la mayor araña europea, la llamada araña lobo o tarántula, también se cree que se simula la técnica de apareamiento de la tarántula. La primera documentación escrita se encuentra en Athanasius Kircher.
En su forma moderna más común, es una danza de galanteo entre parejas con una música en un compás de seis octavos que va aumentando progresivamente su velocidad y que va acompañada de castañuelas y panderetas. Tiene dos partes bien diferenciadas: una en modo menor y otra en mayor.
De la familia de tarantela forma parte la danza pizzica, originaria de Salento.

## Música instrumental
En el siglo XIX, con el Romanticismo, la música instrumental asumió esta forma. Muchos compositores se ocuparon de la tarantela, entre otros, Pablo de Sarasate, Franz Schubert, Gioachino Rossini, Franz Liszt, Serguéi Rajmáninov, William Henry Squire, Aleksandr Borodín, Piotr Ilich Chaikovski, Frédéric Chopin y Louis Moreau Gottschalk (Grand Tarantelle for Piano & Orchestra). Kurt Weill compuso la escena judicial de su ópera Aufstieg und Fall der Stadt Mahagonny como tarantela. El segundo movimiento de la primera sinfonía de John Corigliano (1990) lleva la denominación de Tarantela, y Elliot Goldenthal utiliza en su balé Othello (1998), una tarantela de catorce minutos, para representar el plan de Yago contra Otelo.
Compositores conocidos en la actualidad son, por ejemplo, Otello Profazio, Piero Pesce, Beppe Junior, I Calabruzi, Mino Reitano, Pino Di Modugno, Eugenio Bennato, Renzo Arbore, Enza Pagliara, Manekà, Nidi D'arac, Ariacorte y Alla Bua.